# Federación de Automovilismo y Kartismo de Cuba
La FAKC es la Federación de Automovilismo y Kartismo de Cuba, es el organismo deportivo perteneciente a FIA que rige los deportes de Automovilismo y Karting en Cuba. Desde su fundación hasta el año 2008, su Secretario General fue el difunto profesor Fernándo Méndez, a quien sucedió Ernesto "Quico" Dobarganes.
En la actualidad la Federación de Automovilismo y Kartismo de Cuba ha desplegado un gran trabajo en la recuperación de la cultura automovilística en Cuba, logrando la realización después de más de 50 años de eventos de velocidad con autos, además ha logrado la afiliación de los más importantes clubs de autos de y se trabaja unificando los esfuerzos para desarrollar el gran potencial del automovilismo cubano. 